# 阿爾瓦羅灣
64°51′S 63°1′W / 64.850°S 63.017°W
阿爾瓦羅灣（Alvaro Cove），是南極洲的海灣，位於葛拉漢地西岸的丹科海岸，處於布賴德島北部，由阿根廷探險隊測量和命名，現時由南極條約體系管理。